# Гак'яла
Га́к'яла (ест. Hakjala küla) — село в Естонії, у волості Ляене-Сааре повіту Сааремаа.

## Населення
Чисельність населення на 31 грудня 2011 року становила 47 осіб.

## Географія
Через село проходить автошлях 86 (Курессааре — Вигма — Панґа).

## Історія
До 12 грудня 2014 року село входило до складу волості Каарма.